# Opuntia durangensis
Opuntia durangensis ist eine Pflanzenart in der Gattung der Opuntien (Opuntia) aus der Familie der Kakteengewächse (Cactaceae). Das Artepitheton durangensis verweist auf das Vorkommen der Art im mexikanischen Bundesstaat Durango.

## Beschreibung
Opuntia durangensis wächst baumförmig. Die hellgrünen, manchmal kahlen, breit verkehrt eiförmigen Triebabschnitte sind bis zu 20 Zentimeter lang und bis zu 16 Zentimeter breit. Die zahlreichen erhabenen Areolen  stehen weit voneinander entfernt. Die dunklen  Glochiden sind 2 bis 3 Millimeter lang. Die drei bis fünf  stechenden, gelben Dornen dunkeln im Alter nach und sind bis zu 1,5 Zentimeter lang.
Die gelben Blüten weisen eine Länge von bis zu 5 Zentimeter auf. Die Früchte sind vermutlich rot.

## Verbreitung und Systematik
Opuntia durangensis ist in den mexikanischen Bundesstaaten Durango, Jalisco und Zacatecas verbreitet.
Die Erstbeschreibung erfolgte 1908 durch Joseph Nelson Rose.

## Nachweise